# Martin Albrechtsen
Martin Albrechtsen (Værløse, 31 de março de 1980) é um futebolista dinamarquês. Atuou por AB, Copenhague, WBA e Derby County.
Defende atualmente o Midtjylland. É irmão mais velho de Jacob Albrechtsen.